# センター郡区 (アイオワ州カルフーン郡)
センター郡区 (Center Township) は、アメリカ合衆国アイオワ州カルフーン郡にある16の郡区の一つである。2000年の国勢調査で、人口は1195人だった。

## 地理
センター郡区に組み込まれている自治体 (incorporated settlements) はない。アメリカ地質調査所によると、この郡区はGreenwood、Reformatory、Rosehill、Saint Francis、Saint Jamesの5つの霊園が含まれる。